# Adolph Wilhelm von Krosigk

Adolph Wilhelm von Krosigk („Adolphus Guilielmus à Crosieg“), Kupferstich von Cornelius Galle dem Jüngeren nach einem Gemälde von Anselm van Hulle (1648)

Adolph Wilhelm von Krosigk, ab 1656 Freiherr von Krosigk (* 26. Juli 1609 in Dessau; † 8. Oktober 1657 in Frankfurt am Main), war ein deutscher Politiker, Diplomat und Gesandter.

## Leben
Adolph Wilhelm von Krosigk, evangelisch-reformiert, stammte aus dem Adelsgeschlecht Krosigk. Er war ein Sohn des deutschen Hofbeamten Christoph von Krosigk und dessen Ehefrau  Katharina Elisabeth von Peblis († 14. Januar 1653), eine Schwester von Georg Hans von Peblis.
Krosigk hatte fünf Brüder: Georg Christoph von Krosigk (* 1610), Ernst Wittich von Krosigk (* 1614), Heinrich Philibert von Krosigk (1616 – 1642), Georg Aribert von Krosigk auf Hohnsdorf und Beesedau (1617–1665) sowie Siegfried Hildebrandt von Krosigk auf Sandersleben und Gnelbs (1623–1669). Seine neun Schwestern waren Dorothea Margaretha von Krosigk (* 1605) (⚭ von Keudel aus Hessen), Johanna Elisabeth von Krosigk (* 1606) (⚭ Georg Aribert von Anhalt-Dessau), Anna Maria von Krosigk (* 1607), Sophia Eleonora von Krosigk (* 1608) (⚭ Georg VIII. Riedesel zu Eisenbach), Martha Juliana von Krosigk (* 1611) (⚭ Fritz von Kramm), Ursula Catharina von Krosigk (* 1612), Magdalena Ursula von Krosigk (1613–1624), Susanna von Krosigk (* 1619) (⚭ Lohrens Adolph von Krosigk zu Alsleben) und Ameley (Amalia) von Krosigk (* 1620) (⚭ Christoph von der Streithorst).
Krosigk immatrikulierte sich 1624 an der Universität Wittenberg und 1630 an der Universität Bourges. Im Sommer 1632 wurde er Capitain des Herzogs Wilhelm von Sachsen-Weimar. 1634 nahm ihn die Fruchtbringende Gesellschaft, die von seinem Vater mitbegründet worden war, unter dem Gesellschaftsnamen „der Zerstöbernde“ auf. 1636 kam er in die Dienste des Landgrafen Wilhelm V. von Hessen-Kassel, danach wurde er Hofmeister des Erbprinzen Wilhelm VI. und 1638 Geheimer Rat. Von November 1642 bis November 1643 wirkte Krosigk am französischen Hof. Von 1644 bis 1649 war er Gesandter beim Westfälischen Friedenskongress. 1649 begleitete er den Erbprinzen Wilhelm zu seiner Vermählung nach Berlin. Von 1650 bis 1652 war er Resident in Wien. 1653/54 vertrat er die Landgrafschaft Hessen-Kassel als Geheimratspräsident auf dem Reichstag in Regensburg. Am 11. März 1656 erhielt er in Wien den Reichsfreiherrenstand.
1654 heiratete Krosigk die verwitwete Gräfin Anna Polyxena von Fünfkirchen, geborene Freiin von Schärffenberg (1617–1658). Aus dieser Ehe stammte die Tochter Amalia Sophie Polyxena, die mit einem böhmischen Grafen von Flasching vermählt wurde.